# Alfred Kälin
Pour les articles homonymes, voir Kälin.
Alfred Kälin, né le 16 janvier 1949, est un ancien fondeur suisse.
Il obtient une médaille de bronze en relais 4×10 km des Jeux olympiques d'hiver de 1972 à Sapporo avec Albert Giger, Alois Kälin et Eduard Hauser.

## Palmarès

### Jeux Olympiques
| Épreuve / Édition | Sapporo 1972 | Innsbruck 1976 |
| 15km              |              | 27e            |
| 30km              | 17e          | 29e            |
| 4×10km            | Bronze       | 5e             |